# Shu posterior

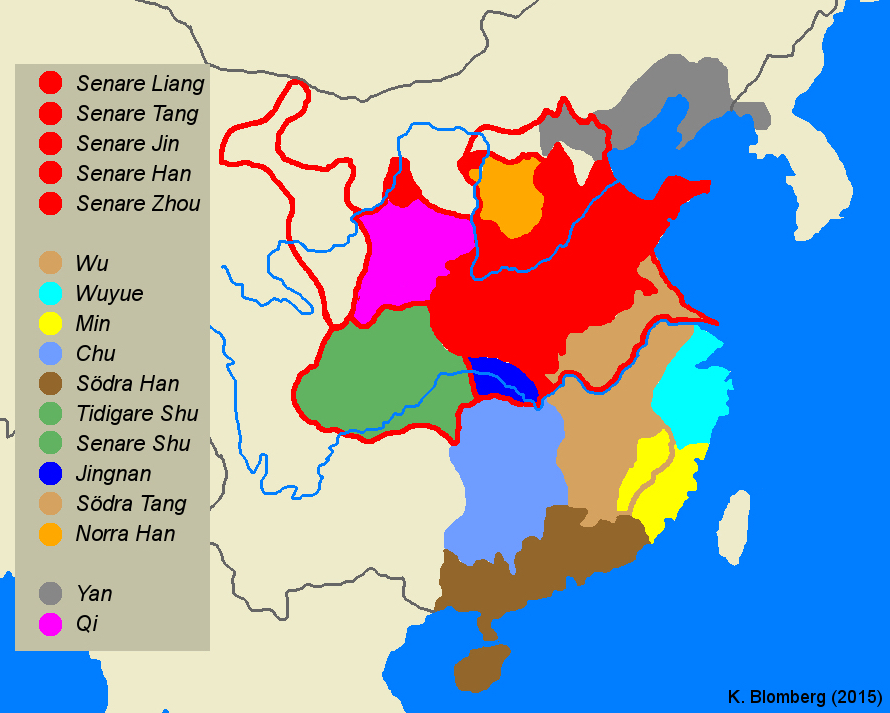
Mapa de las Cinco Dinastías y los Diez Reinos

El reino Shu, llamado retrospectivamente Shu posterior o tardío (en chino tradicional, 後蜀; en chino simplificado, 后蜀; pinyin, Hòu Shǔ), para diferenciarlo del Shu anterior (en chino tradicional, 前蜀; pinyin, Qiánshǔ), fue uno de los diez reinos que existieron en el sur de China durante el Período de las Cinco Dinastías y los Diez Reinos, que se sitúa cronológicamente entre las dinastías Tang y Song. Abarcaba la actual provincia de Sichuan, así como partes del norte de Gansu y Shaanxi, con capital en la ciudad de Chengdu. Existió desde 934 hasta 965 y fue el cuarto y último estado dominante en esta región en llevar el nombre de Shu.

## Historia

### Orígenes y fundación
El reino de Shu anterior, el primer reino de este período que llevó el nombre de Shu, fue fundado en 907 tras la caída de la dinastía Tang por Wang Jian, quien estableció su corte en Chengdu después de haber asegurado su dominio sobre Sichuan durante los años anteriores. Fue conquistada en 625 por los Tang posteriores, la segunda de cinco dinastías que se sucedieron en el norte de China durante este período.
Después de la conquista de Shu anterior, los Tang posteriores dejaron a varios gobernadores militares para controlar este territorio. Uno de ellos, llamado Meng Zhixiang, rápidamente ganó poder militar y político en los años posteriores a la invasión. En 930, se alió con otro gobernador militar llamado Dong Zhang y entró en rebelión abierta contra los Tang. Aunque su rebelión consiguió rápidamente el éxito, Meng quería volver al servicio de los Tang y trató de convencer a Dong de que hiciera lo mismo. Este último se negó y, en 932, los dos líderes rebeldes se enfrentaron. Meng derrota a Dong y toma el control de las tierras de este último. Poco después, recibió un edicto de los Tang  que le otorgaba títulos y una autoridad aún mayor que antes a cambio de su regreso al redil del gobierno central. Meng acepta, pero este acuerdo no dura mucho. De hecho, el emperador Li Siyuan murió de una enfermedad en diciembre 933 y su sucesor Li Conghou tenía sólo 19 años cuando ascendió al trono. En la primavera de 934, Meng se separó y se proclamó emperador del recién fundado estado de Shu.